# هيلو (مسلسل)
هيلو (بالإنجليزية: Halo)‏ هو مسلسل خيال علمي قادم مبني على سلسلة ألعاب فيديو تحمل نفس الأسم.المسلسل من بطولة بابلو شرايبر، ناتاشا ماكليهون، تشارلي ميرفي، جين تايلور وشبانة عزمي.
من المقرر عرض المسلسل على باراماونت+ في الربع الأول من 2022.

## الحبكة
تم تعيين هيلو لمتابعة «صراع القرن السادس والعشرين الملحمي بين البشرية وتهديد أجنبي يعرف باسم العهد. ستنسج هالو القصص الشخصية المرسومة بعمق مع الحركة والمغامرة ورؤية غنية بالتخيل للمستقبل.»

## الإنتاج
كشفت المنتجة المنفذة كيكي وولفكيل أن المسلسل عبارة عن قصة قائمة بذاتها تدور أحداثها ضمن «الجدول الزمني الفضي» الخاص بها المنفصل والمستوحى من جوهر القانون والتقاليد الخاصة بامتياز ترانسميديا بدلاً من كونه استمرارًا أو تكييفًا أو مقدمة أو تكملة، موضحين أنهم يرغبون في منح شرائع Halo فرصة للتطور بشكل فردي ليناسب وسائل الإعلام الخاصة بهم. تمت مقارنة هذا القرار بالطريقة التي قامت بها إستوديوات مارفل بتكييف مارفل كومكس في عالم مارفل السينمائي. 

## الممثلين

### الأساسين
- بابلو شرايبر في دور السيد رئيس ضابط الصف جون -117، وهو جندي فائق شاهق مصمم وراثيًا يُعرف باسم " Spartan-117 ".[4]
  - لوجان شيرر يلعب دور المراهق جون 117
  - كاسبر كنوبف يلعب دور الطفل جون
- شبانة عزمي بدور الأدميرال مارغريت بارانجوسكي، مدير مكتب المخابرات البحرية (ONI)
- ناتاشا كولزاك بدور ريز 028، عضو متقشف في الفريق الفضي
- أوليف غراي في دور القائد ميراندا كيز، وهو ضابط وعالم في مجلس الأمن التابع للأمم المتحدة (قيادة الفضاء التابعة للأمم المتحدة) وابنة جاكوب كيز وكاثرين هالسي
- يرين ها بدور كوان ها، مراهق متمرد من مستعمرة كوكب مادريجال الخارجية
- بنتلي كالو بدور Vannak-134، عضو متقشف في الفريق الفضي
- كيت كينيدي بدور Kai-125، عضو متقشف في الفريق الفضي
- تشارلي ميرفي بدور ماكي، عضو بشري كاره للبشر في العهد تمت تربيته من قبل رؤساء الكهنة على أنه «مبارك»
  - يلعب زازي هيهورست دور ماكي الشاب
- داني ساباني في دور النقيب جاكوب كيز، ضابط محنك في مجلس الأمن التابع للأمم المتحدة
- جين تايلور مثل كورتانا، بناء ذكاء اصطناعي (AI) تم تصميمه على غرار دماغ الدكتور هالسي وزرع في دماغ Master Chief كوسيلة للتأثير على قراراته. تكرر تايلور دورها الصوتي من سلسلة ألعاب فيديو Halo وتوفر التقاط الحركة للشخصية.[5][6][7]
- بوكيم وودبين في دور سورين -066، هارب سبارطي أصبح فيما بعد زعيم تمرد على الأنقاض
  - جود Cudjoe يلعب في سن المراهقة سورين 066
- ناتاشا ماكليهون في دور الدكتورة كاثرين إليزابيث هالسي، عالمة في مجلس الأمن التابع للأمم المتحدة ومبتكرة مشروع Spartan-II
  - يصور McElhone أيضًا نسخة فلاش من Halsey المستخدمة لإنشاء Cortana

### يتكرر
- بيرن جورمان في دور فينشر جراث، سياسي ومتعاون في مجلس الأمن التابع للأمم المتحدة يقمع حركة التمرد في مادريغال
- رايان ماك بارلاند بدور الدكتور أدون سالي، مساعد دكتور هالسي
- سارة ريدجواي في دور والدة جون
- دنكان باو في دور والد جون

### ضيوف شرف
- جيمي بيميش بصفته قائد فريق كايدون، الناجي من العهد النخبة من معركة مادريجال
- جوليان بليتش صوت نبي الرحمة أحد رؤساء الكهنة
- كير دوليا بدور أميرال الأسطول اللورد تيرينس هود، ضابط رفيع المستوى في مجلس الأمن التابع للأمم المتحدة
- جيونغ هوان كونغ بدور جين ه، والد كوان وزعيم التمرد في مادريجال